# Акча, Мурат
Мурат Акча (нем. и тур. Murat Akça; 13 июля 1990 года, Штутгарт, Германия) — турецкий и немецкий футболист, защитник клуба «Пендикспор».

## Клубная карьера
Мурат Акча родился в немецком Штутгарте в семье турецких гастарбайтеров. Ещё в детстве он переехал с семьёй в Турцию. Там с 11 лет начал играть в футбол в системе стамбульского «Галатасарая». В 2004 году, в возрасте 14 лет, он заключил с ним свой первый контракт, после чего провёл за клуб четыре сезона на молодёжном уровне, а затем выступал за резервную команду «Галатасарая». В сезоне 2008/2009 году Акча получил возможность также тренироваться с основной командой. Он даже был включён в заявки клуба для участия в официальных матчах. Так он попал в первый матч за профессиональную команду в Кубке. В новом сезоне он снова играл исключительно на втором отборе. 30 октября 2008 года Акчай дебютировал на профессиональном уровне, выйдя в основном составе в гостевом поединке против «Анкараспора».
В сезоне 2010/2011 «Галатасарай» приобрёл у «Денизлиспора» защитника Чаглара Биринджи. За этот переход «Денизлиспор» помимо финансовых средств и аренды Сердара Эйлика получил также и Мурата Акчу. Но он был признан его главным тренером недостаточно взрослым для команды и был отдан в аренду клубу «Адана Демирспор», выступавшему тогда во Второй лиге.
К концу сезона его контракт с «Денизлиспором» истёк, после чего Акча перешёл в команду «Сивасспор». 22 сентября 2011 года он дебютировал в турецкой Суперлиге, выйдя в основном составе в гостевом поединке против «Анкарагюджю». В начале 2014 года защитник перешёл в «Карабюкспор». 15 февраля 2014 года Мурат Акча забил свой первый гол на высшем уровне, сравняв счёт в домашнем матче с «Трабзонспором». В 2015 году «Карабюкспор» вылетел в Первую лигу, а спустя год футболист перешёл в другой клуб Первой лиги «Ени Малатьяспор», с которым по итогам сезона 2016/2017 вышел в Суперлигу. Вторую половину сезона 2017/2018 он на правах аренды провёл за команду Первой лиги «Элязыгспор». В конце августа 2019 года Мурат Акча перешёл в команду Первой лиги «Гиресунспор».